# Мері Антін
Мері Антін (Мар'яше Антін; 13 червня 1881 — 15 травня 1949) — американська письменниця та активістка руху за права іммігрантів. Вона найбільш відома своєю автобіографією 1912 року Земля Обітована, яка розповідає про її еміграцію та подальшу американізацію.

## Біографія
Мері Антін була другою з шести дітей, народжених в єврейській родині Ізраїлю та Естер Вельтман Антін, що мешкала в Полоцьку Вітебської губернії Російської імперії (сучасна Білорусь). Ізраїль Антін емігрував до Бостона в 1891 році, а через три роки переїхала вся родина.
Вона вийшла заміж за Амадея Вільяма Грабау, геолога, у 1901 році переїхала до Нью-Йорка, де навчалася у Педагогічному коледжі Колумбійського університету та Барнард-коледжі. Антін найбільш відома своєю автобіографією 1912 року Земля Обітована, яка описує її навчання в державній школі та асиміляцію в американську культуру, а також життя євреїв у царській Росії. Після публікації книги Антін читала лекції про свій іммігрантський досвід для багатьох аудиторій по всій країні.

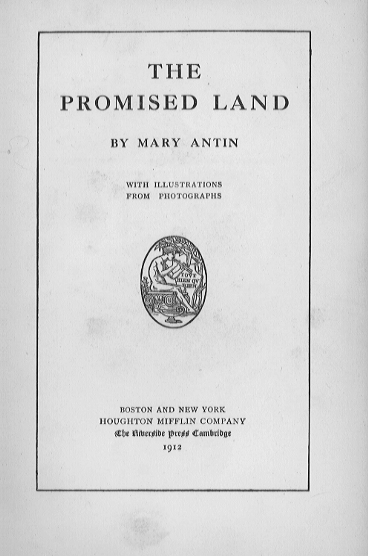
Книга Земля Обітована (автобіографія) 1912 року

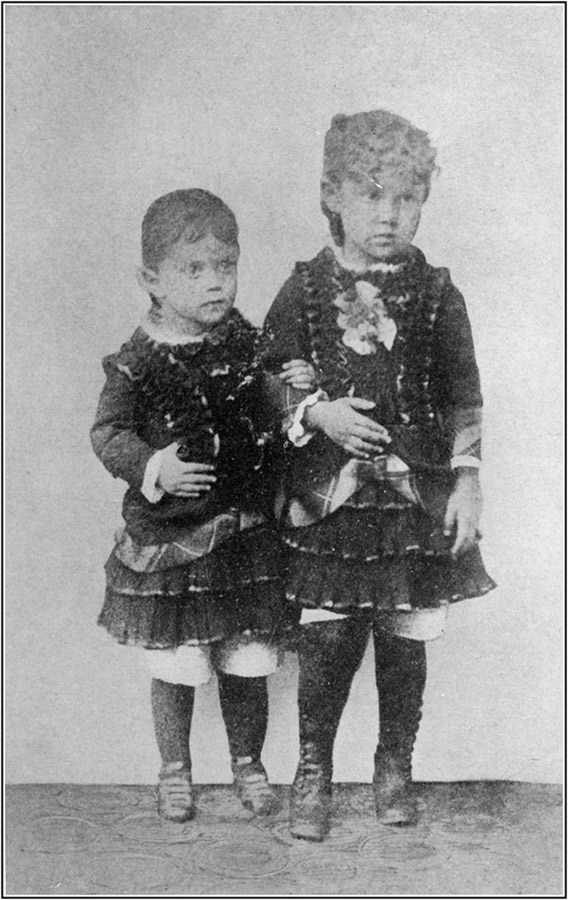
Мері Антін (Машке) і сестра Фетке в дитинстві

Під час Першої світової війни, коли вона агітувала за союзників, пронімецька діяльність її чоловіка прискорила їхнє розлучення і її фізичний злам. Амадей був змушений залишити свою посаду в Колумбійському університеті, щоб працювати в Китаї, де він став «батьком китайської геології». Вона ніколи не була достатньо сильною фізично, щоб відвідати його.
Під час Другої світової війни Амадей був інтернований японцями і помер невдовзі після звільнення у 1946 році. Марія Антін померла від раку 15 травня 1949 року.

## Спадщина
Її вшановують на Бостонській Стежці Жіночої Спадщини.